# Cratere Tycho Brahe
Tycho Brahe  è un cratere sulla superficie di Marte.